# Bulis bivittata
Bulis bivittata es la única especie de escarabajo del género Bulis, familia Buprestidae. Fue descrito por Laporte & Gory en 1838.
Se distribuye por Sudáfrica.